# Tellurid bismutitý
Tellurid bismutitý je anorganická sloučenina s vzorcem Bi2Te3. Je to šedý prášek s polovodivými vlastnostmi, jeho slitiny s antimonem a selenem vykazují termoelektrické vlastnosti. Bi2Te3 je topologický izolant, jeho fyzikální vlastnosti jsou závislé na tloušťce.

## Výskyt
V přírodě se vyskytuje jako minerál tellurobismutit, ten se v Česku nachází např. v Bělčicích, Jílové a Kasejovicích. Známe i další přírodní minerály telluridu bismutitého s nestechiometrickým složením, stejně jako minerály se složením Bi-Te-S-(Se).

## Výroba
Tellurid bismutitý se vyrábí zahříváním směsi bismutu a telluru v křemenné ampuli na teplotu 800 °C.